# 1re cérémonie des Golden Horse Film Festival and Awards

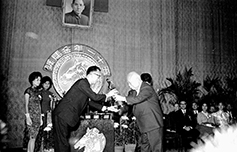
Dans cette image de la première remise d'un des prix du Golden Horse Film Festival (1962), le directeur de production de la Shaw Brothers Chow Man-wai (à gauche) reçoit un trophée des mains du vice-président Wang Yun-wu (à droite).

La 1re cérémonie des Golden Horse Film Festival a eu lieu en 1962

## Meilleur film
- Sun, Moon and Star d'Evan Yang

### Nommés
- 14000 Witnesses de Wang Hao
- La Concubine magnifique de Li Han-hsiang
- 宜室宜家 (Under one Roof) de Chung Yao

## Meilleur réalisateur
Doe Ching pour Les Belles

## Meilleur acteur
Wang Yin pour The Pistol

## Meilleure actrice
Lucilla Yu Min pour Sun, Moon and Star

## Meilleur acteur dans un second rôle
Ai Chi Tsai pour Under One Roof

## Meilleure actrice dans un second rôle
Tang Pao-yun pour Typhoon de Pan Lei

## Meilleur scénario
Nellie Chin Yu pour Sun, Moon and Star

## Meilleur montage
Chiang Hsing-lung pour La Concubine magnifique

## Meilleure musique
Yao Min pour Les Belles